# Frank T. Campbell
Frank T. Campbell (* 8. Mai 1836 in Ripley, Brown County, Ohio; † 6. März 1907 in Lima, Ohio) war ein US-amerikanischer Politiker. Zwischen 1878 und 1882 war er Vizegouverneur des Bundesstaates Iowa.

## Werdegang
Frank Campbell begann zunächst ein Jurastudium, das er aber abbrach, um in der Zeitungsbranche zu arbeiten. Seit 1857 war er in Newton (Iowa) ansässig. Während des Bürgerkrieges diente er im Heer der Union. Zwischenzeitlich erkrankte er schwer an Malaria. Nach dem Krieg setzte er seine frühere Tätigkeit fort. Außerdem war er im Handel und in der Versicherungsbranche tätig. Politisch wurde er Mitglied der Republikanischen Partei. Acht Jahre lang saß er im Senat von Iowa.
1878 wurde Campbell an der Seite von John H. Gear zum Vizegouverneur von Iowa gewählt. Dieses Amt bekleidete er zwischen 1878 und 1882. Dabei war er Stellvertreter des Gouverneurs und Vorsitzender des Staatssenats. Zwischen 1888 und 1892 war Campbell Mitglied der Eisenbahnkommission seines Staates. Im Jahr 1904 zog er nach Lima in Ohio, wo er seinen erkrankten Sohn betreute. Dort war er auch weiterhin im Zeitungsgeschäft aktiv. Er starb am 6. März 1907 in dieser Stadt.